# Claude François Henry
Claude François Henry est un militaire français des guerres de la Révolution et de l'Empire tué lors du siège de Valence (Espagne) en 1812.

## Biographie
Claude François Henry est né le 12 mai 1773 à Champlitte, (future Haute-Saône) où son père est notaire. Sous-lieutenant au 93e régiment d'infanterie à l'armée du Rhin en 1793, il est promu lieutenant en 1794. Admis comme élève sous-lieutenant à l'École du Génie le 30 septembre 1794, il passe lieutenant de 1re classe à sa sortie de l'école le 28 avril 1795. Henry est nommé capitaine du Génie de 1re classe le 20 avril 1796 et est affecté à l'armée d'Italie. Il est fait prisonnier en avril 1798 et est retenu en captivité jusqu'en 1801. Le 17 février 1802, il épouse Jeanne Marie Joseph Blanc, née à Besançon le 27 septembre 1779. Après l'armée d'Italie en 1805 - 1806, Henry rejoint l'armée d'Espagne en 1808. Malade, il  est soigné à l'hôpital militaire de Palmanova  et passe sa convalescence à Besançon en mars 1808. Il est nommé chef de bataillon provisoire et directeur des fortifications à titre provisoire à Saragosse le 2 juin 1809 puis chef d'état-major du génie à l'armée d'Aragon. Il participe aux sièges de Lerida et de Tortosa où il se fait remarquer par Suchet le chef de l'armée d'Aragon et surtout par Saint-Cyr Nugues son chef d'état-major. Henry est nommé légionnaire de la Légion d'honneur le 28 août 1810 puis colonel le 2 mars 1811. Il participe aux sièges de Tarragone (mai - juillet 1811) de Sagonte (septembre - octobre 1811). Durant le siège de Valence commencé le 26 décembre 1811, après avoir été blessé dans la nuit du 1er janvier lors de l'ouverture de la tranchée contre les retranchements de la pointe du mont Olivete, il meurt le 2 janvier 1812. Son fils Nicolas Édouard Henry sera nommé baron de l'Empire le 23 avril 1812 en son honneur. 

## Hommages

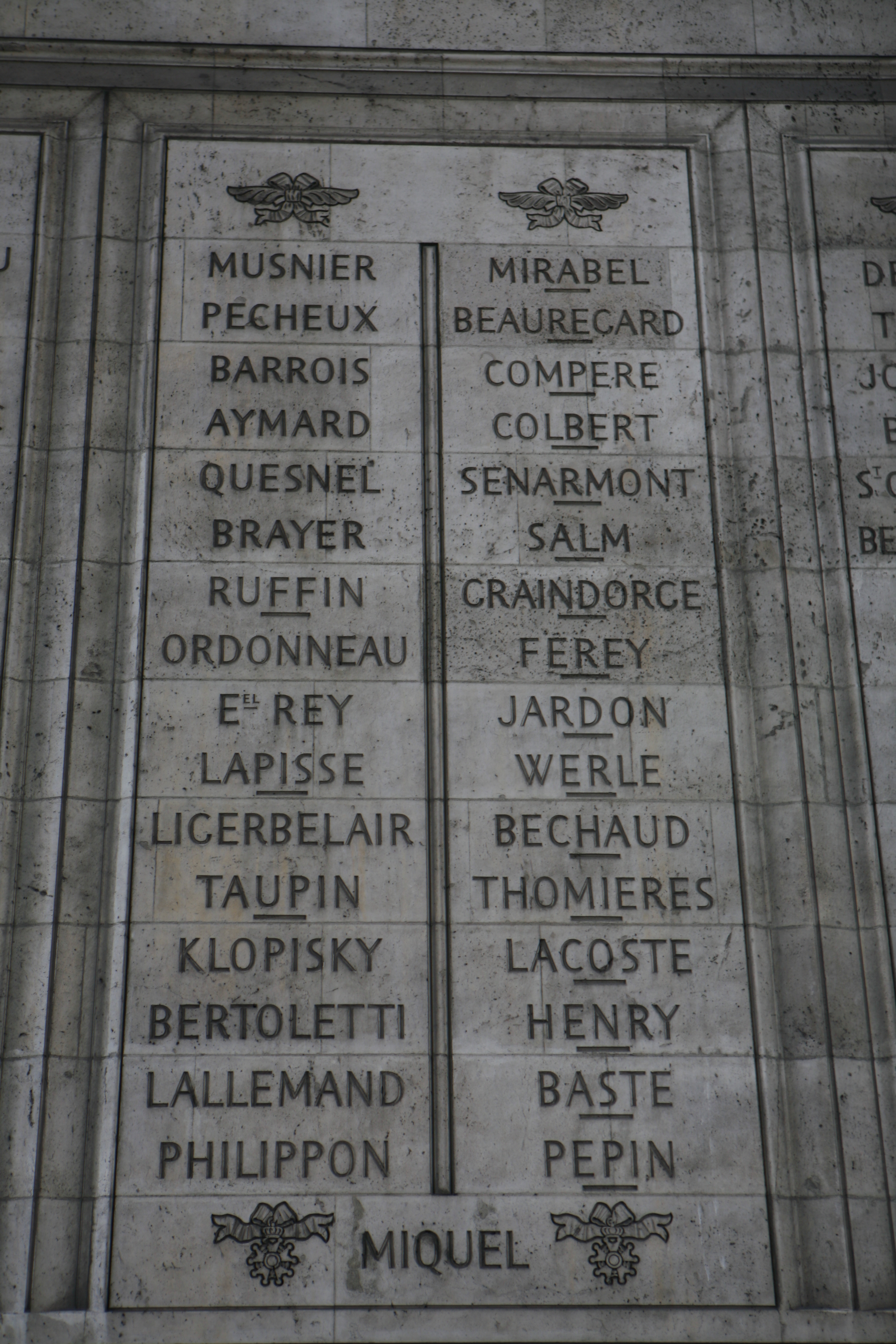
Pilier ouest de l'Arc de Triomphe.

Son patronyme figure sur le pilier ouest de l'Arc de Triomphe, 38e colonne.

## Sources
Les 660 noms inscrits sous l'Arc de triomphe de l'Étoile ; biographie de Claude-François Henry / Arnauld Divry